# 花咲まゆ
花咲 まゆ（はなさき まゆ、別名義：沢井 由実）は、日本のロリータ少女モデル。写真家清岡純子が撮影を担当した。

## 概説
1981年7月（当時12歳）、清岡純子が刊行していた作品集『白薔薇園』PART-2に沢井由実名義で登場。デビュー作。
1982年2月、清岡の『聖少女』シリーズ第5作目のモデルとして花咲まゆ名義で写真集『潮風の少女』に登場。京都市のフジアート出版から刊行され、大ヒットとなる。
1982年9月、ペーパーバックの廉価版写真集『私は「まゆ」13歳』（1982年9月）も、20万部を売り上げる大ヒットとなった。
一連の清岡作品に登場した少女モデルの代表的存在であり、『プチトマト』シリーズの数多い少女モデルを含めても随一の美少女だった。後年、清岡自身も「いちばん思い出深いモデルである」とし、清岡の自宅兼事務所に飾られていたまゆのパネルに関して「ずっと少女を撮り続けているけど、これ以上の傑作はいまだに撮れない」と語った。
青山正明は花咲まゆについて「あどけない表情とグラマラスな体型の双方を兼ね備えていた」と論評している。織絵可南子や諏訪野しおり、山添みづきなどスレンダーなモデルが多数を占めた1980年代のロリータブームにおいて、彼女や田中みお（少女M）のようなタイプは少数派として位置付けられた。

### 写真集
- 清岡純子『白薔薇園 PART-2』（初版）株式会社大塚カラー現像所、栃木県鹿沼市、1981年7月25日。　※沢井由実 名義
- 清岡純子、山口洋子『潮風の少女』（初版）フジアート出版、京都市〈聖少女 PART V〉、1982年2月19日。ISBN 978-4-82890291-3。OCLC 673370984。
- 清岡純子『私は「まゆ」13歳』（初版）フジアート出版、京都市、1982年9月20日。ISBN 978-4-82890292-0。

### ビデオ
- 清岡純子(監督)『わたしは「まゆ」思い出の夏』（VHS）たんぽぽの花、1987年。